# Dichostatoides hauseri
Dichostatoides hauseri là một loài bọ cánh cứng trong họ Cerambycidae.